# Somewhere Only We Know (Lily Allen)
Somewhere Only We Know è un singolo della cantante britannica Lily Allen, pubblicato il 10 novembre 2013.

## Descrizione
Si tratta di una reinterpretazione dell'omonimo singolo inciso dai Keane nel 2004. Il brano è stato successivamente incluso come bonus track dell'album della cantante Sheezus, uscito l'anno seguente.

## Tracce
1. Somewhere Only We Know – 3:28

## Classifiche
| Classifica (2013) | Posizione massima |
| ----------------- | ----------------- |
| Francia           | 6                 |
| Irlanda           | 1                 |
| Regno Unito       | 1                 |